# Скворцов, Алексей Александрович
Алексей Александрович Скворцов (род. 1924) — советский футболист, центральный защитник.

## Биография
Алексей Скворцов родился в 1924 году.
Играл в футбол на позиции центрального защитника. В 1949—1950 годах выступал за минское «Динамо», выступавшее в чемпионате СССР, однако провёл в каждом из сезонов только по одному матчу.
В 1951 году перешёл в петрозаводскую «Красную звезду». В сезоне-51 провёл в классе «Б» 25 матчей, в сезоне-52 — 13 матчей.
В 1953 году выступал за «Красную звезду» и выступавший в чемпионате области владимирское «Торпедо», представляющее завод «Автоприбор».
В 1954 году играл в чемпионате РСФСР за владимирское «Торпедо».